# آهنگ نبرد (آلبوم چندآهنگه)
آهنگ نبرد (انگلیسی: Fight Song) نخستین آلبوم چندآهنگه (ئی‌پی) از خواننده و ترانه‌پرداز آمریکایی ریچل پلتن است که در ۱۲ مه ۲۰۱۵ توسط کلمبیا رکوردز منتشر شد. این اثر، نخستین همکاری پلتن با این ناشر بزرگ موسیقی به‌شمار می‌رود. این آلبوم شامل تک‌آهنگ موفق و پرفروش «آهنگ نبرد» است. انتشار این آلبوم چندآهنگه مقدمه‌ای برای آلبوم استودیویی پلتن با نام آتش‌سوزی جنگل (۲۰۱۶) بود. آهنگ نبرد در جدول بیلبورد ۲۰۰ به رتبهٔ ۲۰ رسید و تا ماه دسامبر سال ۲۰۱۵ در ایالات متحده بیش از ۲۶٬۰۰۰ نسخه فروش داشت.

## بازخورد منتقدان
مارسی دانلسون از آل‌میوزیک از محتوای «تأمل‌برانگیز و قابل درک» این اثر تمجید کرد و سبک موسیقایی آن را «پاپ سرودگونهٔ خالص» توصیف کرد که با صداقت بیشتری نسبت به آثار کیتی پری همراه است. مایک واس از Idolator این آلبوم چندآهنگه را «درخشان» خواند و نوشت این ئی‌پی بر موفقیت قطعهٔ اصلی تکیه کرده و هم‌زمان نشان می‌دهد که «[پلتن] فراتر از سرودهای انگیزشی و الهام‌بخش» است.